# Kostel Panny Marie (Stralsund)
Kostel Panny Marie (německy Marienkirche) je velký luteránský kostel, nacházející se v německém městě Stralsund.
Byl zbudován před rokem 1298 v gotickém slohu a je příkladem cihlové gotiky, která v té době převládala v severoněmecké architektuře. Věž byla v letech 1549 až 1647 s výškou 151 m nejvyšší stavbou na světě.[zdroj?]
Zvonice se zhroutila v roce 1382 a byla zrekonstruována v roce 1478. V roce 1495 byla věž při bouři poškozena, ale byla později přestavěna a zvýšena. Věž byla po poškození bleskem v roce 1647 barokně přebudována do dnešní podoby. Dnes je 104 m vysoká.

## Galerie

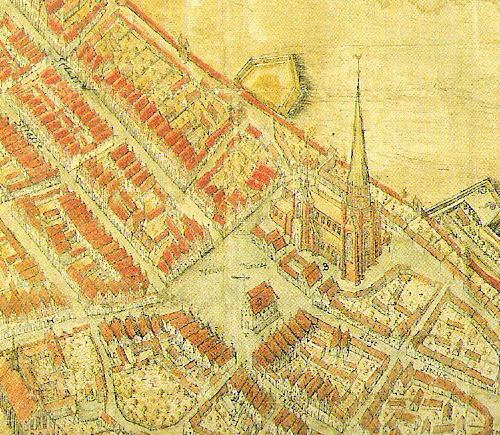
Kostel okolo roku 1647
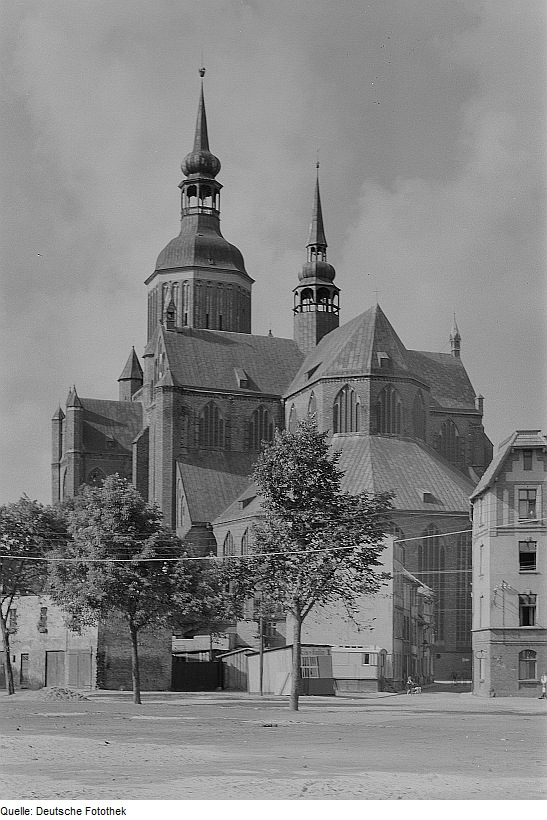
Kostel mezi lety 1950 a 1977
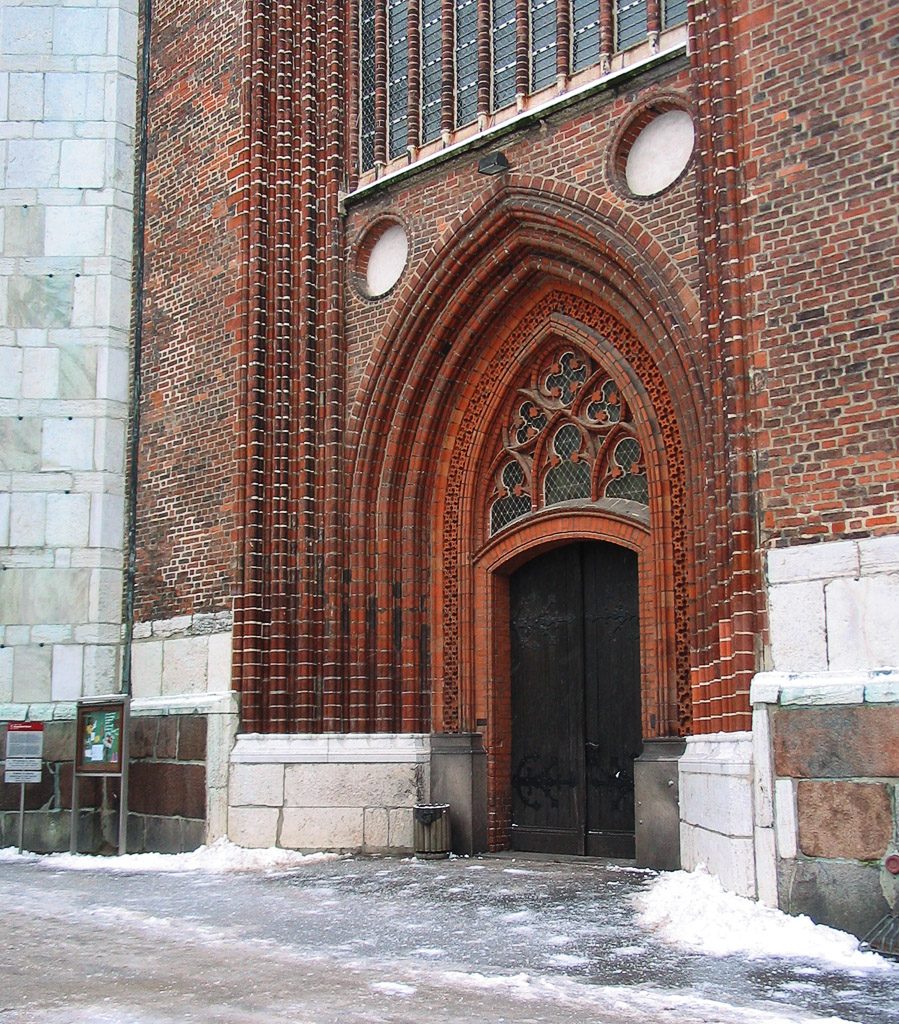
Portál